# CAMKK2
CAMKK2（Calcium/calmodulin-dependent protein kinase kinase 2）は、ヒトではCAMKK2遺伝子によってコードされる酵素である。

## 機能
CAMKK2遺伝子の産物であるCAMKK2はセリン/スレオニンキナーゼファミリー、Ca2+/カルモジュリン依存性プロテインキナーゼ（CAMK）サブファミリーに属する。このタンパク質はCa2+/カルモジュリン依存性キナーゼカスケードに関与し、下流のキナーゼであるCAMK1とCAMK4をリン酸化することで、これらのキナーゼの総活性の増大をもたらす。CAMK1とCAMK4はThr177、Thr196がそれぞれリン酸化される。
CAMKK2は、視床下部において食欲刺激ホルモンであるニューロペプチドY（NPY）の産生を調節し、AMPKに対するキナーゼとして機能する。また、下流のシグナル伝達経路やμオピオイド受容体のダウンレギュレーションによって、痛覚過敏の発生やオピオイド系鎮痛剤に対する耐性の獲得に重要な役割を果たす。マウスでは、Camkk2の阻害は食欲を低下させ、体重の減少を促進する。
CAMKK2は脳で多くの重要な機能を担っている。海馬ではCAMKK2/CAMK1カスケードは記憶の形成に必要であり、学習によって誘導される神経細胞の細胞骨格の構造的変化を調節する。海馬の樹状突起スパインの形態変化は記憶形成の主要な構造的基盤であり、CA1錐体神経細胞のシナプス可塑性の開始と維持に必要である。
小脳に関しては、CAMKK2/CAMK4/CREBシグナル伝達カスケードは出生後の小脳の発達過程と関係している。CAMKK2の欠失によって小脳に最も豊富に存在する細胞である小脳顆粒細胞の発生が損なわれるが、それは顆粒細胞前駆細胞が外顆粒層での増殖を停止して内顆粒層へ移動する能力が阻害されるためである。この表現型は、BDNFの発現低下とCREBのリン酸化の低下とも結びつけられている。CAMKK2/CAMK4/CREBカスケードは、出生後の小脳における小脳顆粒細胞の発生段階を完結するためのBDNFの産生に必要である。
視床下部においては、CAMKK2はAMPKα/βとCa2+/カルモジュリンとシグナル伝達複合体を形成し、中枢を介したエネルギー恒常性の維持に関与している。CAMKK2遺伝子の除去は視床下部でのAMPK活性を低下させ、NPYニューロンでのNPYとアグーチ関連ペプチド（AgRP）の遺伝子発現をダウンレギュレーションし、マウスを食餌誘発性の肥満、高血糖症、インスリン抵抗性から保護することが示されている。さらに、CAMKK2は視床下部内側野における交感神経活動の最適化に必要な遺伝子の調節に関与しており、そのため交感神経の緊張と負の関係にあるとされる骨量とも関係している。

## アイソフォーム
この遺伝子には6種類の異なるアイソフォームをコードする7種類の転写産物が同定されている。他のスプライスバリアントも記載されているが、その全長の性質は明らかにされていない。同定されたアイソフォームは自己リン酸化や下流のキナーゼのリン酸化の活性が異なる。

## 関連文献
- “Construction of expression-ready cDNA clones for KIAA genes: manual curation of 330 KIAA cDNA clones”. DNA Research 9 (3):  99–106. (June 2002). doi:10.1093/dnares/9.3.99. PMID 12168954.
- “Components of a calmodulin-dependent protein kinase cascade. Molecular cloning, functional characterization and cellular localization of Ca2+/calmodulin-dependent protein kinase kinase beta”. The Journal of Biological Chemistry 273 (48):  31880–9. (November 1998). doi:10.1074/jbc.273.48.31880. PMID 9822657.
- “Prediction of the coding sequences of unidentified human genes. XI. The complete sequences of 100 new cDNA clones from brain which code for large proteins in vitro”. DNA Research 5 (5):  277–86. (October 1998). doi:10.1093/dnares/5.5.277. PMID 9872452.
- “Human Ca2+/calmodulin-dependent protein kinase kinase beta gene encodes multiple isoforms that display distinct kinase activity”. The Journal of Biological Chemistry 276 (33):  31113–23. (August 2001). doi:10.1074/jbc.M011720200. PMID 11395482.
- “Increased intracellular calcium activates serum and glucocorticoid-inducible kinase 1 (SGK1) through a calmodulin-calcium calmodulin dependent kinase kinase pathway in Chinese hamster ovary cells”. Life Sciences 72 (20):  2199–209. (April 2003). doi:10.1016/S0024-3205(03)00092-4. PMID 12628440.
- “Identification and characterization of novel components of a Ca2+/calmodulin-dependent protein kinase cascade in HeLa cells”. FEBS Letters 550 (1-3):  57–63. (August 2003). doi:10.1016/S0014-5793(03)00817-2. PMID 12935886.
- “Calmodulin-dependent protein kinase kinase-beta is an alternative upstream kinase for AMP-activated protein kinase”. Cell Metabolism 2 (1):  9–19. (July 2005). doi:10.1016/j.cmet.2005.05.009. PMID 16054095.
- “Ca2+/calmodulin-dependent protein kinase kinase-beta acts upstream of AMP-activated protein kinase in mammalian cells”. Cell Metabolism 2 (1):  21–33. (July 2005). doi:10.1016/j.cmet.2005.06.005. PMID 16054096.
- “Increased expression of calcium/calmodulin-dependent protein kinase IIbeta in frontal cortex in schizophrenia and depression”. Synapse 59 (1):  61–8. (January 2006). doi:10.1002/syn.20211. PMID 16247765.
- “Thrombin activates AMP-activated protein kinase in endothelial cells via a pathway involving Ca2+/calmodulin-dependent protein kinase kinase beta”. Molecular and Cellular Biology 26 (16):  5933–45. (August 2006). doi:10.1128/MCB.00383-06. PMC 1592798. PMID 16880506.
- “Association of polymorphisms in P2RX7 and CaMKKb with anxiety disorders”. Journal of Affective Disorders 101 (1-3):  159–68. (August 2007). doi:10.1016/j.jad.2006.11.016. PMID 17197037.